# Lākesār
Lākesār (persiska: لاکسار, Lāksār) är en ort i Iran.   Den ligger i provinsen Gilan, i den nordvästra delen av landet, 260 km nordväst om huvudstaden Teheran. Antalet invånare är 525.
Terrängen runt Lākesār är mycket platt. Runt Lākesār är det ganska tätbefolkat, med 111 invånare per kvadratkilometer. Närmaste större samhälle är Rasht, 17,5 km sydost om Lākesār. Trakten runt Lākesār består till största delen av jordbruksmark.